# Suchorzew
Suchorzew – wieś w Polsce położona w województwie wielkopolskim, w powiecie pleszewskim, w gminie Pleszew. W latach 1975–1998 miejscowość administracyjnie należała do województwa kaliskiego.

## Historia
Pierwsza wzmianka pochodzi z 1368 r. Od 1923 roku dwór wraz z majątkiem był własnością gen. Jana Rządkowskiego, bohatera wojny polsko-bolszewickiej, odznaczonego orderem Virtuti Militari oraz Odrodzenia Polski.
Znajduje się tu dwór z końca XIX w., kryty dachem naczółkowym, gruntownie przebudowany w 1941 r. Otacza go zaniedbany park (4,47 ha) z końca XVIII w. Znajduje się w nim aleja grabowa i liczne okazałe drzewa, m.in. dęby o obw. do 620 cm, sosny czarne do 280 cm, wiąz szypułkowy do 400 cm. 
W zachodniej części wsi zachował się zespół 4 czworaków z końca XIX w. 

## Urodzeni
We wsi w 1948 urodził się Henryk Lisiak – historyk i politolog, dr hab. nauk humanistycznych, biograf Ignacego Jana Paderewskiego i badacz dziejów Narodowej Demokracji w Polsce, wykładowca akademicki Uniwersytetu Medycznego im. Karola Marcinkowskiego w Poznaniu.

## Literatura
- P. Anders, A. Gulczyński, J. Jackowski - Powiat Pleszewski, WBP, Poznań 1999.
- Suchorzew, [w:] Słownik geograficzny Królestwa Polskiego, t. XI: Sochaczew – Szlubowska Wola, Warszawa 1890, s. 539.